# Preisregulierungsgetreidespeicher im Kreis Yu
Die Preisregulierungsgetreidespeicher bzw. Ausgleichslager (chinesisch 常平倉 / 常平仓, Pinyin Chángpíngcāng, englisch Ever-normal granary) im Kreis Yu, Provinz Hebei, Volksrepublik China, wurden früher auch „Banyucang“ 半豫仓 genannt. Dabei handelt es sich um mehrere Getreidespeichergebäude, die eingerichtet wurden, um nach dem Pufferbestandsschema die Preise zu regulieren. Sie werden von den Vorratsspeichern für Missernten (huimincang 惠民仓) im Chinesischen auch begrifflich unterschieden.
Bei dem Preisregulierungsgetreidespeicher im Kreis Yu handelt es sich um Bauwerke aus der Zeit der Ming-Dynastie, es ist der erste in der Geschichte von Yuzhou. Aufzeichnungen zufolge gab es 11 Speicher mit 55 Räumen. In der Guangxu-Regierungsperiode der Qing-Zeit wurden 4554 dan, 9 dou, 5 shao gespeichert, in der Xianfeng-Regierungsperiode 14453 dan, 1 sheng, 9 ge, 2 shao. Heute existieren noch vier dieser Speicher. Sie stehen sich jeweils gegenüber, zwei im Norden, zwei im Süden. Es sind mit Dachziegeln bedeckte Ziegel-Holz-Bauten. Auf der breiteren Seite sind 5 Räume, nach hinten gehend 2 Räume, zwischen den Speichern gibt es einen Speichergott-Tempel (cangshenmiao), mit dem Tempel verbunden ist eine Theaterbühne, sie befindet sich auf demselben Fundament.
Der Preisregulierungsgetreidespeicher (Changpingcang) steht seit 2006 auf der Liste der Denkmäler der Volksrepublik China (6-339).